# Limes Transalutanus

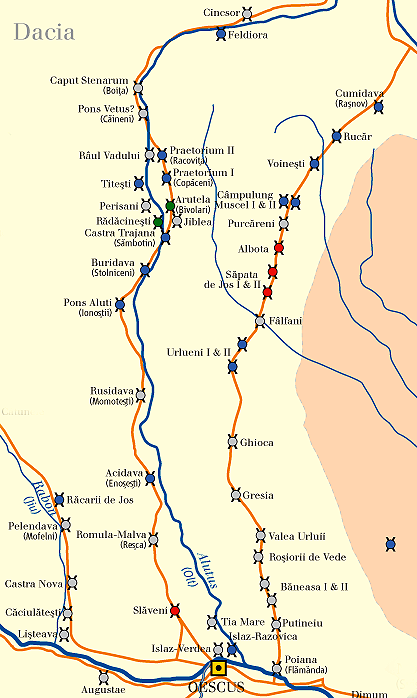
Limes Alutanus (centro) y Transalutanos (derecha).

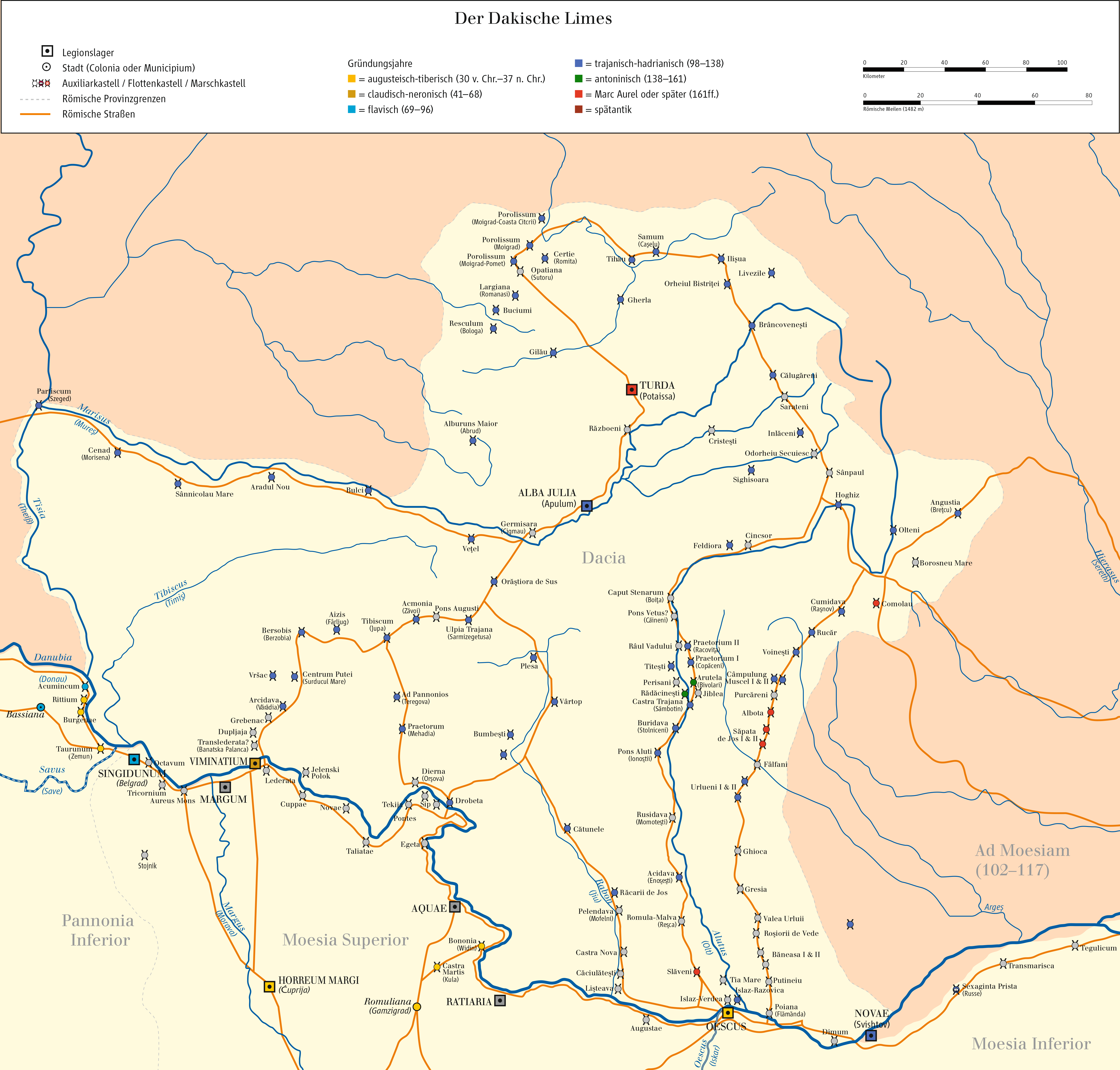
Limes en Dacia.

El Limes Transalutanus es el nombre moderno dado a un sistema defensivo de fortificaciones del Imperio romano, construido en el límite occidental de los bosques de Teleorman en la provincia romana de Dacia, en la actual Rumanía.

## Características
Con 235 km de longitud, la ruta por este limes acortaba en un 30% la línea de comunicación al fuerte de Angustia (actual Breţcu), antes abastecido por la ruta del Limes Alutanus. Se cree que el limes se trasladó hacia el este, porque la ruta del Olt no permitía el avance al este. El desplazamiento se produjo muy pronto, con Antonino Pío. La construcción se inició con Quinto Marcio Turbón (107), progresó con Sexto Julio Severo (120-126), y finalizó en época de Septimio Severo (193-211).
El Limes Transalutanus consistía en una muralla de tierra con una altura media de tres metros y una anchura de diez a doce metros, con un foso delante.. A lo largo de esta línea, se construyeron un total de veinte castrum a lo largo de la calzada romana que discurría paralela a la muralla de tierra. Estos fuertes figuran en la documentación del CNL sobre el Limes.
Durante la época de Filipo el Árabe se abandonó esta frontera militar entre 244 y 247 debido a los ataques de carpos y getas o godos (confusión de Jordanes). Se consiguió regresar tras asegurar la ruta del paso de Bran. Otro limes se construiría en época posterior, la conocida como Muralla de Constantino. Parte del vallum fue aprovechado por el ferrocarril rumano en el sector de vía Curtea de Argeş-Pitești-Roşiori de Vede-Turnu Măgurele.
En el marco de un programa de la Comisión Rumana de los Limes (Comisiei Naționale Limes -CNL-), en 2016 se inició el registro y la cartografía de este limes con el fin de adecuar la documentación de los limes en Rumanía a las normas europeas, con vistas a su posible inclusión futura en la lista del Patrimonio Mundial de la UNESCO.
Algunas secciones de este limes fueron catalogadas como monument istoric de Rumania
- LMI: AG-I-s-A-13357. Sector norte del Limes Transalutanus de Câmpulung.
- LMI: AG-I-m-A-13371.02. Sector del Limes Transalutanus de Purcăreni.
- LMI: AG-I-m-A-13376.05. Sector del Limes Transalutanus de Săpata de Jos.
- LMI: AG-I-m-A-13385.04. Sector del Limes Transalutanus de Urlueni.

## Lista de fuertes
- Flămânda (actual Poiana en Ciuperceni).
- Putineiu (actual Putineiu).
- Băneasa 1 (Băneasa).
- Băneasa 2 (Băneasa).
- Roșiorii de Vede 1 (Roșiorii de Vede).
- Roșiorii de Vede 2 (Roșiorii de Vede).
- Gresia (Stejaru).
- Ghioca (Crâmpoia).
- Urlueni 1 (Urlueni).
- Urlueni 2 (Urlueni).
- Fâlfani (Fâlfani).
- Săpata de Jos 1 (Săpata).
- Săpata de Jos 2 (Săpata).
- Albota (Albota).
- Purcăreni (Purcăreni).
- Câmpulung Muscel 1 (Câmpulung).
- Câmpulung Muscel 2 (Câmpulung).
- Voinești (Voinești.
- Rucăr (Rucăr).
- Cumidava, (Râșnov).

En relación con el nuevo levantamiento topográfico del Limes Transalutanus (véase más arriba), en los últimos años se han descubierto otros yacimientos romanos de carácter militar que podrían estar relacionados con este Limes:
- Valea Totiţa, entre los castra de Flămănda y Putineiu.
- Los castra de Movila Şarpelui y Movila Tătaru, entre Ghioca y los castra de Urlueni.
- Pitești (castrum Mărăcineni?) entre Albota y Purcăreni.
- Drumul Carului entre Rucăr y Cumidava[9][2].